# Halstitte
Halstitte er betegnelsen for de små frit nedhængende forlængelser af hud eller brusk på begge sider den øverste del af halsen, der er  almindelige hos geder og svin af sortbroget dansk landrace.

## Eksterne kilder og henvisninger
- Dansk landraceged på danske-dyr.dk  (Webside ikke længere tilgængelig)
- Ordnet.dk